# 사랑방 중계
《사랑방 중계》는 1983년 2월 26일부터 1993년 3월 27일까지 방송되었던 시사교양 프로그램이다.

## 개요
일상 생활에 필요한 교양과 정보를 제공하는 프로그램으로 기획되어 1983년 2월 26일 KBS 2TV에서 처음 방송되었다. ‘이래서 이웃’, ‘TV 실험실’, ‘사랑방 청진기’ 등 특정 주제에 대한 단체 인터뷰, 일반 상식, 이웃 등에 대한 정감어린 내용을 주로 방송하였다. 생방송으로 진행되었으며, 중년, 장년, 노년 등을 대표하는 사회자들을 중심으로 진행되어 가족들이 함께 볼 수 있는 프로그램으로 평가되기도 하였다. 1988년 12월 10일에는 300회를 맞이하였다. 1990년 KBS 1TV으로 옮겼다가 1993년 봄 개편으로 폐지하였다.

## 방송 시간
| 방송 채널 | 방송 기간                          | 방송 시간                            |
| --------- | ---------------------------------- | ------------------------------------ |
| KBS 2TV   | 1983년 2월 26일 ~ 1989년 3월 4일   | 매주 토요일 밤 8시 40분 ~ 9시 30분   |
| KBS 2TV   | 1989년 3월 10일 ~ 1990년 10월 26일 | 매주 금요일 밤 8시 ~ 8시 50분        |
| KBS 1TV   | 1990년 10월 31일 ~ 1991년 5월 15일 | 매주 수요일 저녁 7시 40분 ~ 8시 30분 |
| KBS 1TV   | 1991년 5월 25일 ~ 1993년 3월 27일  | 매주 토요일 밤 8시 ~ 9시             |

## 진행자
- 원종배
- 전택부
- 황산성
- 이재윤
- 황필호
- 민용태
- 손범수
- 박일규
- 서유석

## 방영 목록
● 제1회 : 유선 호출기 삐삐 (1983년 2월 26일)

## 현지
- 1986년 강릉편 : KBS 강릉방송국 스튜디오

## 기타
- 1986년 3월 방송심의위원회 3월의 프로 선정